# Silver Slugger Award

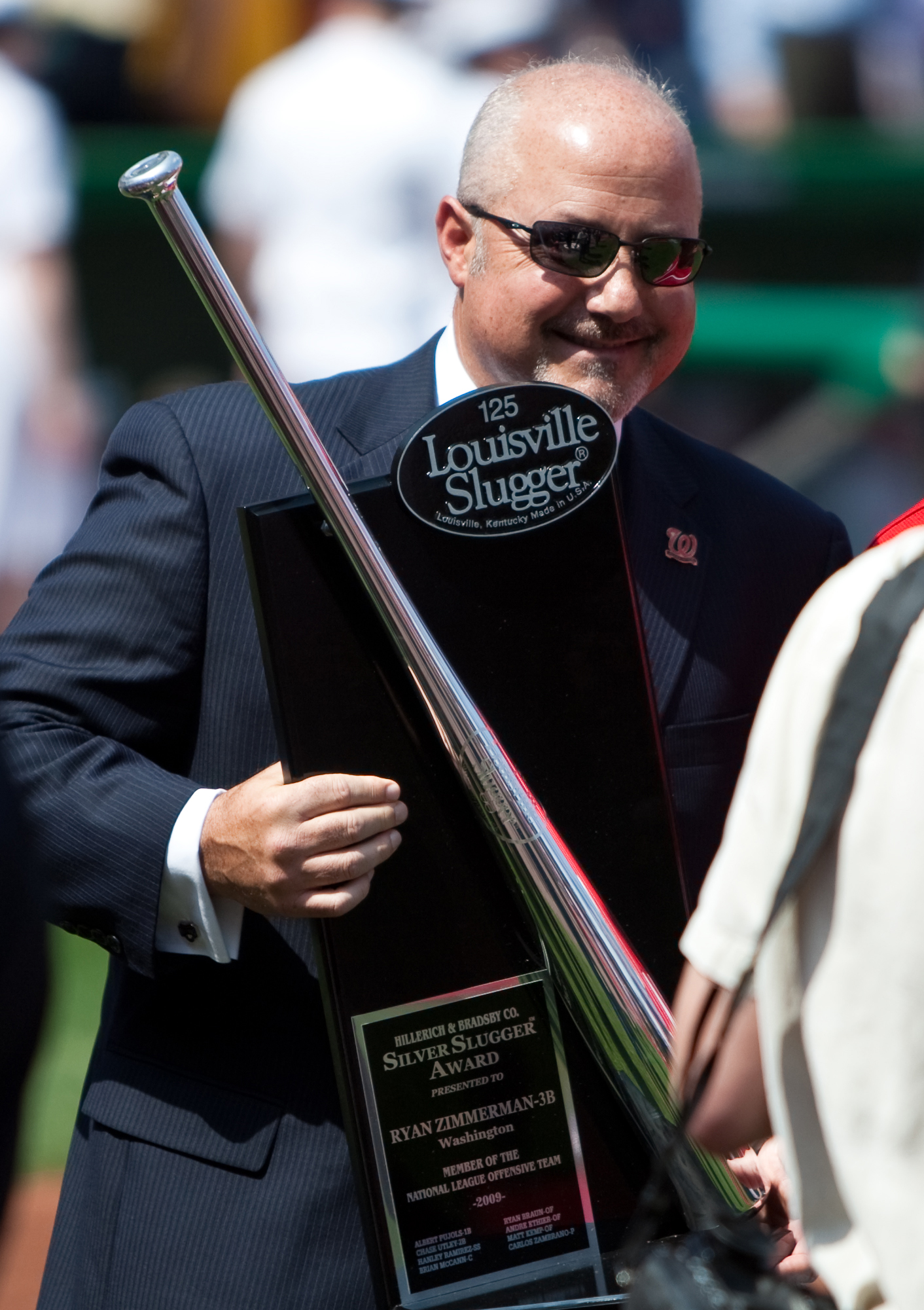
Washington Nationals general manager Mike Rizzo håller i Ryan Zimmerman's Silver Slugger Award.

The Silver Slugger Award är ett pris som tilldelas de bästa offensiva spelarna på varje position i Major League Baseball. För varje position delas två priser ut, en för den bäste spelaren i American League och en till den bäste i National League. 
Vinnarna utses av tränarkårerna för de 30 lagen. De som utser pristagarna ska beakta statistik som slaggenomsnitt, hur regelbundet spelarna slår långt och kommer längre än första bas, hur ofta spelarna kommer ut på bas överhuvudtaget, antal home runs  och flera andra mått. Därutöver ska det allmänna intrycket av spelarens offensiv beaktas. Tränarna får inte rösta på spelare i det egna laget.
The Silver Slugger delades ur första gången 1980 av Hillerich & Bradsby, tillverkaren av basebollträet Louisville Slugger. Priset består av ett basebollträ klätt i sterlingsilver med namnen på alla tidigare vinnare ingraverat.
Precis som Rawlings Gold Glove Award som är det pris som tilldelas ligans bästa defensiva spelare på varje position, tilldelas priset till tre outfielder i varje liga oavsett inbördes position. Dessutom är det bara pitchers i National League som kan få en  Silver Slugger Award eftersom American League använder Designated hitter-regeln vilket gör att kastarna i ligan slår mycket sällan.

## Framstående vinnare
Barry Bonds som har rekord för flest home runs genom tiderna vann tolv Silver Slugger Awards vilket är mer än någon annan. Bonds vann även priset fem år i rad vid två tillfällen. 
Catchern Mike Piazza och New York Yankees nuvarande tredjebasman Alex Rodriguez är delade tvåor med tio titlar var. Rodriguez har vunnit sju av sina tio titlar som shortstop under åren i Seattle Mariners och Texas Rangers och tre under åren med Yankees som spelare på tredje bas. Wade Boggs erövrade åtta Silver Slugger Awards vilket är flest på tredje bas; Barry Larkin har erövrat flest som shortstop med nio titlar. Ryne Sandberg har flest av spelarna på andra bas med sju titlar. Mike Hampton har fem titlar som pitcher medan Todd Helton och Albert Pujols båda har fyra titlar på första bas. Pujols har dock vunnit ytterligare två titlar på andra positioner. David Ortiz har flest titlar av alla designated hitter med fem titlar.